# Johann Daniel Titius
Johann Daniel Titius (Konitz, Regne de Prússia, 2 de gener de 1729 - Wittenberg, 11 de desembre de 1796) va ser un astrònom alemany i professor a la ciutat de Wittenberg. El seu nom original era Johann Tietz però, com era costum al segle xviii, quan es va convertir en professor universitari, va llatinitzar el seu cognom a Titius. Com a Johann Tietz, va assistir a l'escola a Danzig (Gdansk) i va estudiar a la Universitat de Leipzig (1749-1752).
És ben conegut per formular la Llei de Titius-Bode, i per usar aquesta regla per a predir l'existència d'un objecte astronòmic a 2,8 ua des del Sol. Això va ocórrer l'any 1766, quan va inserir les seves observacions de les distàncies planetàries en una traducció a l'alemany del llibre Contemplació de la naturalesa de Charles Bonnet. El suggeriment fet per Johann D. Titius que l'objecte necessàriament hauria de ser petit, va ser després reemplaçat pel que afirmava Johann Elert Bode en les seves exposicions, és a dir, per un objecte de tipus planeta. En part, a causa de la llei de Titius-Bode, els primers quatre planetes menors del nostre Sistema solar van ser inicialment anomenats pròpiament així, sent a posteriori plenament identificats com a tals planetes. Després d'un parèntesi de quinze anys, altres planetes menors van començar a ser descoberts amb una major freqüència. Eventualment Ceres i altres cossos propers foren anomenats com a planetes menors o asteroides. A causa de la seva forma esfèrica, Ceres va ser reclassificat com a planeta nan l'any 2006.
L'asteroide (1998) Titius i el cràter Titius present a la Lluna, són anomenats així en honor d'aquest eminent astrònom.
Johann D. Titius va publicar una sèrie de treballs en altres àrees de la Física, com un conjunt de condicions i regles per a dur a terme certs experiments, i es va centrar en particular en la termometria. L'any 1765 va presentar un estudi de termometria actualitzat fins a aquesta data. Va escriure sobre el termòmetre metàl·lic construït per Hanns Loeser. En els seus tractats tant en la física teòrica i experimental, va incorporar les troballes d'altres científics, com les descripcions d'experiments escrites per Georg Wolfgang Kraft el 1738.
També fou un científic actiu en Biologia, en particular en la classificació dels organismes i minerals. El seu treball biològic va ser influenciat per Carl Linnaeus (o també Carl von Linné). Lehrbegriff der Naturgeschichte Zum ersten Unterrichte, va ser la seva obra publicada més extensa en Biologia, la qual tractava sobre la classificació sistemàtica de plantes, animals i minerals, així com de les substàncies elementals; èter, llum, foc, aire i aigua.
L'abreviatura estàndard d'autor 'Titius' és utilitzada per a indicar a aquest científic com a l'autor quan és citat un nom botànic.